# リコ・ロドリゲス (音楽家)
リコ・ロドリゲス（Rico Rodriguez、本名エマニュエル・ロドリゲス（Emmanuel Rodriguez）、1934年10月17日 - 2015年9月4日）は、キューバのハバナで生まれ、ジャマイカのキングストンで育ったトロンボーン奏者。初期ジャマイカ音楽における最高のトロンボーニストの一人とされる。

## 経歴
アルファ・スクール在学中、トロンボーンの演奏を学ぶ。同校で講師をしていたドン・ドラモンドにもトロンボーンの演奏を教わった。ドラモンドは後にスカにおけるトロンボーンの有名演奏家になった。
1950年代にリコはラスタとなり、同じくラスタのドラマーであるカウント・オジーと密接に関わるようになる。カウント・オジーはプリンス・バスターやロイド・マタドール・デリーなどの大勢のプロデューサーとレコーディングをしていた。ワレイカ・ヒルにあるラスタのコミューンに集まり、後のザ・スカタライツのメンバーとなるドン・ドラモンドやトミー・マクック、ジョニー・ムーア達と一緒にセッションを繰り返していた。1961年、ワレイカ・ヒルの仲間に引き止められるも渡英、英国のレゲエバンドで演奏を続けた。
1967年、ダンディ・リヴィングストンは「ルーディたちへのメッセージ」のレコーディング後、ロドリゲスのトロンボーンをダビングしてシングルとして発売。ロックステディの流行とともにイギリス本国でヒットした。
彼は1976年にアイランド・レコーズと契約、代表作である『マン・フロム・ワレイカ』をレコーディングする。1970年代末に、新たに2トーン・レコードが生まれると、リコはスカ・バンドザ・スペシャルズに参加した。スペシャルズは1979年にリヴィングストンは「ルーディたちへのメッセージ」をカバーするが、ここでもロドリゲスは呼ばれ、演奏を行った。
1996年からは、他の仕事とも平行してジュールズ・ホランズR＆Bオーケストラに参加、更なるトロンボーン奏者としての活動を続けた。
2015年9月4日、入院先のロンドンの病院で逝去。

## ディスコグラフィ
- Reco In Reggae Land (Paying Tribute To Don Drummond)（Pama Records、1969年）
- Man From Wareika（アイランド・レコード、1976年）
- Wareika Dub（Ghetto Rockers、1977年）
- That Man Is Forward（2TONE、1981年）
- Jama Rico（2TONE、1982年）
- Rising In The East（Jove Music、1994年）
- Return From Wareika Hill（アルファエンタープライズ、1994年）　※ KUUBO、こだま和文、デニス・ボーヴェルらと共に日本で制作[6]
- You Must Be Crazy（Grover Records、1994年）　※ライブ盤、Rico & His Band として
- Wonderful World（Quattro、1995年）
- Get Up Your Foot（Grover Records、2000年）　※ Rico & His Band として
- Going West（Creole Records、2002年）　※Rico & Friends として
- Togetherness（Subterrannia Discos、2005年）　※ Rico Rodriguez & Roots To The Bone Band として
- Japa-Rico - Rico Rodoriguez Meets Japan（ソニー・ミュージック、2006年）
- Wareika Vibes（Jamdown、2006年）